# SH-05F
ドコモ スマートフォン Disney Mobile on docomo SH-05F（ドコモ スマートフォン ディズニーモバイル オン ドコモ エスエイチゼロゴエフ）は、シャープによって開発された、NTTドコモの第3.9世代移動通信システム（Xi）と第3世代移動通信システム（FOMA）とのデュアルモード端末である。ドコモ スマートフォン（第2期）のうちのDisney Mobile on docomoシリーズのひとつ。

## 概要
シャープ製では初となるDisney Mobile on docomoの端末で、AQUOS PHONE ZETA SH-01Fをベースに開発された。
今回のテーマは「サプライズ」で、本体を振ったり音声で話しかけることによって簡単にホーム画面テーマを切り替えることができる。用意されている画面テーマは、「ミッキーの夢物語」・「シンデレラ」・「ふしぎの国のアリス」・「アラジン」・「ピノキオ」・「ピーターパン」の6つであり、カラーバリエーションによって初期設定テーマが異なっている。
また、同梱されている鏡型のスタンドに端末をセットすると、ミッキーマウスが鏡の中から飛び出してくるアニメーションが再生されるギミックが用意されている。このスタンドの背面には鏡を覗き込むミッキーマウスのフィギュアが取り付けてある。
その他の仕様はSH-01Fとほぼ同じであり、赤外線通信とVoLTEには対応していない。

## 搭載アプリ
- カメラ
- Gmail
- メール
- マップ
- ナビ
- ローカル
- ハングアウト
- Playストア
- ダウンロード
- YouTube
- Google
- ブラウザ
- カレンダー
- アラーム・時計
- 電卓
- 設定
- Google+
- Google Chrome
- Playブックス
- 音声検索
- Google設定
- アルバム
- テレビ
- ミュージック
- SHツール
- OfficeSuite
- おサイフケータイ
- 取扱説明書
- SH SHOW（メーカーアプリ）
- コンテンツマネージャ
- 翻訳ファインダー
- Disneyマーケット
- Disneyシネマ
- Dlife
- 東京ディズニーリゾート待ち時間ナビ
- Disney Mail Maker
- Disney Music Player
- Magic Camera Welcome
- "Happiness is Here" Live Wallpaper
- Disney Magical Alarm

## 主な機能
| 主な対応サービス                                | 主な対応サービス                         | 主な対応サービス                     | 主な対応サービス                                                  |
| ----------------------------------------------- | ---------------------------------------- | ------------------------------------ | ----------------------------------------------------------------- |
| タッチパネル/加速度センサー                     | Xi/FOMAハイスピード/VoLTE                | Bluetooth                            | DCMX/おサイフケータイ/NFC/かざしてリンク/赤外線/トルカ            |
| ワンセグ/フルセグ/モバキャス                    | メロディコール                           | テザリング                           | WiFi IEEE802.11a/b/g/n/ac                                         |
| GPS                                             | ドコモメール/電話帳バックアップ          | デコメール/デコメ絵文字/デコメアニメ | iチャネル                                                         |
| エリアメール/ソフトウェアーアップデート自動更新 | デジタルオーディオプレーヤー(WMA・MP3他) | GSM/3Gローミング(WORLD WING)         | フルブラウザ/Flash Player                                         |
| Google Play/dメニュー/dマーケット               | Gmail/Google Talk/YouTube/Picasa         | バーコードリーダ/名刺リーダ          | ドコモ地図ナビ/ドコモ ドライブネット/Google Maps/ストリートビュー |

## 歴史
- 2014年5月14日 - NTTドコモより発表・事前予約開始。
- 2014年5月29日 - 発売開始[8]。